# Toni Fuidias
Toni Fuidias Ribera (Berga, 15 d'abril de 2001) és un futbolista català que juga com a porter al FC Cartagena cedit pel Girona FC.

## Trajectòria
Format al planter del Reial Madrid, debuta amb el filial el 29 de novembre de 2020 en un empat per 2-2 davant la UE Poblera de la Segona Divisió B. Després de gairebé 10 anys al club, l'1 de setembre de 2022 s'oficialitza la seva incorporació al Girona FC de la Primera Divisió, signant un contracte amb el club català fins al 2025.